# ستيفن متشاتي
ستيفن متشاتي (بالإنجليزية: Stephen McHattie)‏ (و. 1947  م) هو ممثل، وممثل أفلام كندي.
.

## التعليم
تعلم في الأكاديمية الأميركية للفنون المسرحية (حتى 1968).

## وصلات خارجية
- ستيفن متشاتي على موقع IMDb (الإنجليزية)
- ستيفن متشاتي على موقع ألو سيني (الفرنسية)
- ستيفن متشاتي على موقع أول موفي (الإنجليزية)
- ستيفن متشاتي على موقع قاعدة بيانات برودواي على الإنترنت (الإنجليزية)
- ستيفن متشاتي على موقع قاعدة بيانات الأفلام السويدية (السويدية)
- ستيفن متشاتي على موقع إن إن دي بي (الإنجليزية)
- ستيفن متشاتي على موقع ديسكوغز (الإنجليزية)
- ستيفن متشاتي على موقع قاعدة بيانات الفيلم (الإنجليزية)
- ستيفن متشاتي على موقع كينوبويسك (الروسية)